# 溝口周次
溝口  周次（みぞぐち しゅうじ、1904年2月7日 - 1986年3月13日）は、日本の経営者。住友海上火災保険社長、会長を務めた。

## 経歴
東京都出身。1928年に東京帝国大学法学部法律学科を卒業し、同年に住友海上火災保険に入社。1949年6月に取締役に就任し、1951年1月に常務、1958年6月に専務を経て、1962年6月には社長に就任。1969年6月に会長を経て、1972年6月には相談役に就任。
1968年9月に藍綬褒章を受章し、1974年5月に勲三等瑞宝章を受章。
1986年3月13日、心不全のために死去。82歳没。